# Supetar
Supetar (it. San Pietro di Brazza) est une ville et une municipalité située en Dalmatie, dans le comitat de Split-Dalmatie, en Croatie. Au recensement de 2011, la municipalité comptait 4 074 habitants, dont 96,14 % de Croates et la ville seule comptait 3 213 habitants.
Supetar est situé sur l'île de Brač (Brazza).

## Localités
La municipalité de Supetar compte 4 localités :
- Mirca
- Splitska
- Supetar
- Škrip